# Tony Spreadbury
 Anthony John Spreadbury, né le 29 mars 1962 à Bath, est un arbitre international anglais de rugby à XV. 

## Biographie

### Carrière d'arbitre
Tony Spreadbury fut célèbre dès son premier match international le 9 juin 1990, car cet Anglais dut exclure un autre débutant, le Français Abdelatif Benazzi, pour un stamping délibéré sur une tête australienne à Sydney.
Il a commencé l'arbitrage à 17 ans, après avoir mis fin à sa carrière de talonneur à cause d’une blessure à l’épaule.
Tony Spreadbury fait partie du panel des arbitres de la RFU en 1984, il dirige cette année-là, son premier match de première division, entre Leicester et Saracens.
Quatre ans plus tard il fait partie des 10 meilleurs arbitres de la Fédération anglaise. Il s’impliqua également dans les échanges d’arbitres durant le Tournoi des Six Nations.
Avant d'être arbitre professionnel en 2001, il a été auxiliaire médical dans un service d’ambulances pendant 17 ans.
En 1993, il arbitre la finale de la Coupe d'Angleterre, entre Leicester et les Harlequins. Tony Spreadbury a arbitré deux finales en 2003 : la finale de la Coupe d’Europe, et la finale du championnat anglais.
Tony Spreadbury a arbitré trois matchs de la Coupe du monde de rugby 2003, cinq matchs du Tournoi des Six Nations, trois matchs du Tri-nations (au 30-06-06) et notamment le match entre l'Argentine et la France le 7 septembre 2007 au Stade de France. 

## Palmarès d'arbitre
- 28 matchs internationaux (au 30 juin 2006)